# Falcipennis falcipennis
El gallo siberiano o urogallo de Siberia (Falcipennis falcipennis) es una especie de ave galliforme de la familia Phasianidae. Está clasificado como casi amenazado a nivel mundial por la Birdlife International debido a la pérdida de hábitat causada por el aumento de la explotación de los bosques y los incendios forestales.

## Distribución y hábitat

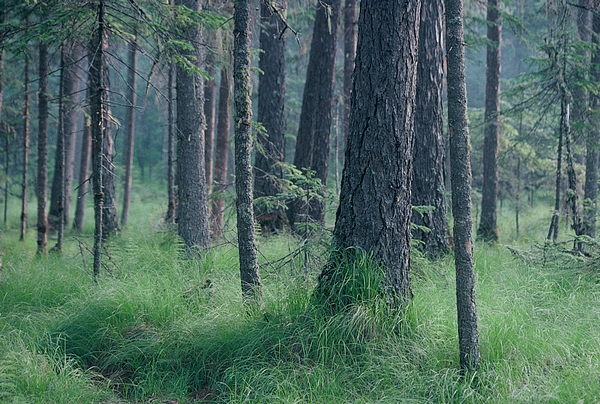
Bosque de alerces, hábitat típico del gallo siberiano (Falcipennis falcipennis)

Se puede encontrar principalmente en bosques de píceas, abetos, alerces y pino. Se distribuye en el Extremo Oriente de Rusia, y una pequeña población anteriormente habitó el extremo noreste de China, donde está probablemente extinta.